# Gestreifte Südschrecke
Die Gestreifte Südschrecke (Pachytrachis striolatus) ist eine Langfühlerschrecke aus der Unterfamilie der Tettigoniinae innerhalb der Überfamilie der Laubheuschrecken.

## Merkmale
Die Gestreifte Südschrecke ähnelt im Körperbau der Zierlichen Südschrecke, ist jedoch anders gefärbt. Ihr Hinterleib ist lang und dick, der Halsschild ist leicht nach hinten verlängert. Die langen Beine tragen an den Unterschenkeln schwarze Stacheln, die auf den vorderen Beinpaaren kräftiger ausgebildet sind und weiter auseinander stehen. Ihre Fühler sind länger als der Körper, die braunen Flügel sind winzig. Die Grundfarbe ist grau oder graubraun bis hellbraun oder rötlich braun. Der Körper ist mit dunklen Zeichnungen überzogen. Über dem Auge befindet sich ein unregelmäßiger, nach vorne bis zu den Fühlerbasen reichender dunkler Fleck, der von einem hellen Strich nach hinten zerteilt wird. Die Halsschildseitenlappen sind schwarz mit mehr oder weniger verschwommenen hellen Flecken oder Streifen. Sie weisen einen breiten weißlichen Rand auf. Auf der Körperoberseite zieht sich von den Fühlern bis auf den Halsschildhinterrand, wo es sich langsam auflöst,  ein breites dunkles, mit einem hellen Mittelstrich versehenes Band. Der untere Thorax und der vordere Hinterleib sind diffus dunkel in einer Reihe gefleckt. Diese Fleckenreihe löst sich nach hinten auf. Die vorderen Beinpaare weisen schwarze Gelenkregionen und eine schwarze Sprenkelung auf. Die basalen Hinterschenkel sind schwarz quergestreift, die Striche reichen aber nicht bis zum hinteren Schenkelrand. Auch hier sind die Gelenkregionen dunkel gefärbt. Die Facettenaugen sind braun mit dunkelbraunem Punkt in der Mitte. Das Männchen besitzt relativ lange und schmale Cerci, die etwas nach innen gebogen und nicht gezähnt sind. Der Legebohrer des Weibchens ist etwa körperlang und an der Spitze leicht nach unten abgestuft. Die Gestreifte Südschrecke erreicht eine Körperlänge von 17 bis 26 Millimetern.
Auf der Balkanhalbinsel kommt noch eine weitere Art der Gattung Pachytrachis vor, diese besitzt aber als Männchen deutlicher gebogene Cerci und als Weibchen einen etwas kürzeren Legebohrer.

## Lebensweise und Verbreitung
Die Gestreifte Südschrecke bewohnt langgrasige und verbuschte Wiesen, Waldränder und andere Lebensräume mit viel Vegetation. Sie kommt oft gemeinsam mit der Zierlichen Südschrecke vor und ist häufig auf Sträuchern zu finden. Ihr Verbreitungsgebiet erstreckt sich von Albanien über Serbien und Montenegro, Bosnien und Herzegowina, Kroatien und Slowenien bis nach Südtirol und in den Kanton Tessin in der Schweiz. Sie fehlt in Österreich und Deutschland. Die Imagines treten von Juli bis Oktober auf.